# 哈里森鎮區 (明尼蘇達州坎迪約希縣)
哈里森鎮區（英語：Harrison Township）是位於美國明尼蘇達州坎迪約希縣的一個行政鎮區。

## 歷史
哈里森鎮區於1858年設立，得名自早期定居者約瑟夫·D·哈里斯（Joseph D. Harris）。

## 地方資料
哈里森鎮區的面積為91.32平方千米，當中陸地面積為82.28平方千米，而水域面積為9.04平方千米。根據2020年美國人口普查的數據，當地共有人口554人，而人口密度為每平方千米6.07人。